# Andrianjaka
Andrianjaka (* vor 1610; † 1630), der Sohn von Ralambo, regierte das Imerina im Herzen von Madagaskar von 1610 bis zu seinem Tod 1630. 
Andrianjaka nahm 1610 den Hügel Analamanga (blauer Wald) auf der höchsten Erhebung des heutigen Antananarivo ein und vertrieb die dort ansässigen Vazimba und ihren König Andriambodilova, der sich anschließend in Ambohimanarina niederließ, wo er auch beigesetzt wurde. 
Andrianjaka rodete den blauen Wald und baute auf dem Hügel Analamanga seinen Königssitz, den ersten Palast auf dem Gelände des heutigen Rova und gründete damit die Hauptstadt von Madagaskar, Antananarivo. Er wünschte sich, dass sie tausend würden, wovon sich der Name Antananarivo (ho arivo an-tanana, arivo = 1000) ableitet.
Andrianjaka hatte nur einen Sohn Andriantsitakatrandriana, der ihm in der Herrschaft folgte.
| Vorgänger | Amt                             | Nachfolger               |
| --------- | ------------------------------- | ------------------------ |
| Ralambo   | Herrscher von Imerina 1612–1630 | Andriantsitakatrandriana |

| Personendaten    | Personendaten                       |
| ---------------- | ----------------------------------- |
| NAME             | Andrianjaka                         |
| KURZBESCHREIBUNG | Herrscher des Imerina in Madagaskar |
| GEBURTSDATUM     | vor 1610                            |
| STERBEDATUM      | 1630                                |